# Pellasimnia
Pellasimnia is een geslacht van weekdieren uit de klasse van de Gastropoda (slakken).

## Soorten
- Pellasimnia angasi (Reeve, 1865)
- Pellasimnia annabelae Lorenz & Fehse, 2009
- Pellasimnia brunneiterma (Cate, 1969)
- Pellasimnia cleaveri Lorenz & Fehse, 2009
- Pellasimnia hochmuthi Lorenz & Fehse, 2009
- Pellasimnia improcera (Azuma & Cate, 1971)
- Pellasimnia maccoyi (Tenison-Woods, 1878)
- Pellasimnia maxwelli Beu & B. A. Marshall, 2011 †